# Sámi Grand Prix
Sámi Grand Prix er en årlig samer sangkonkurrence, der bliver arrangeret under Samisk Musikkfestival i Kautokeino, Norge. Den første konkurrence blev afholdt i 1990. Vinderen af konkurencen går videre til at deltage i Liet-Lávlut, som er en musikkonkurrence for europæiske minoritetssprog. Sámi Grand Prix består af to dele: joik og sang. Kunstnerne kommer normalt fra Norge, Sverige og Finland.

## Vindere
| År   | Land    | Kunstner                                  | Sang                      |
| ---- | ------- | ----------------------------------------- | ------------------------- |
| 1990 | Norge   | Sáve                                      | "Muital midjiide"         |
| 1991 | Norge   | Marit Elisabeth Hætta Øverli              | "Jáddá go beaivi?"        |
| 1992 | Norge   | Audhild Valkeinen                         | "Máná eallinmokta"        |
| 1993 | Norge   | Ann-Mari Andersen                         | "Ráhkisvuohta seamma lea" |
| 1994 | /       | Inger Marie Gaino Nilut og Niko Valkeapää | "Duinna gávnnadit"        |
| 1995 | Finland | Niko Valkeapää                            | "Vádjolus"                |
| 1996 | Norge   | Nils Henrik Buljo                         | "Go beaivváš badjána"     |
| 1997 | Norge   | Anne Inger Eira and Marit Elisabeth Eira  | "Don"                     |
| 1998 | Norge   | Anja Vesterheim                           | "Guorus váibmu"           |
| 1999 | Norge   | Anja Vesterheim                           | "Boares muitu"            |
| 2000 | Norge   | Marit Susanne Utsi                        | "Duinna"                  |
| 2001 | Sverige | Sofia och Anna                            | "Meahci mánná"            |
| 2002 | Rusland | Elvira Galkina                            | "Immel agk"               |
| 2003 | Sverige | Sofia Jannok                              | "Liekkas"                 |
| 2004 | Sverige | Johan Kitti                               | "Eŋgelat lávllodit"       |
| 2005 | Finland | Poppoo                                    | "Giella ii leat jáddan"   |
| 2006 | /       | Johan Kitti og Ellen Sara Bæhr            | "Luđiin muitalan"         |
| 2007 | Sverige | Ola Stinnerbom                            | "Snowflow"                |
| 2008 | Norge   | Elin Kåven                                | "Áibbas jaska"            |
| 2009 | Finland | SomBy                                     | "Ii Iđit Vel"             |
| 2010 | Sverige | Pia-Maria Holmgren                        | "Geaidnu"                 |
| 2011 | Norge   | rOlfFa                                    | "Gulatgo Mu"              |
| 2012 | Norge   | Inger Karoline Gaup                       | "Oainnát go?"             |
| 2013 | Sverige | Melina Kuhmunen og Johan Kitti            | "Árran"                   |
| 2014 | Finland | Heli Aikio                                | "Naharij kanda"           |
| 2015 | Norge   | Nils Henrik Buljo                         | "1+1"                     |
| 2016 | Norge   | Ella Marie Hætta Isaksen                  | "Luoddaearru"             |